# Ахмадзаде, Али
Сеид Али Ахмадзаде (перс. سید علی احمدزاده‎; род. 11 сентября 1964, Гечсаран, Иран) — иранский политик, государственный деятель, юрист, 21-й Генерал-губернатор Кохгилуйе и Бойерахмеда в правительстве Ибрахима Раиси.
С 2005 по 2009 год работал заместителем генерал-губернатора Кума в правительстве Махмуда Ахмадинежада, а с 1994 по 1998 год занимал должность губернатора Гечсарана в правительстве Али Акбара Хашеми Рафсанджани.